# Kulik mniejszy
Kulik mniejszy (Numenius phaeopus) – gatunek średniej wielkości ptaka brodzącego z rodziny bekasowatych (Scolopacidae). Nie jest zagrożony wyginięciem.

## Podgatunki i występowanie
Kulik mniejszy zamieszkuje w zależności od podgatunku:
- Numenius phaeopus islandicus – Islandia na południe do północnej Szkocji, w niewielkiej liczbie północno-wschodnia Grenlandia. Zimuje w zachodniej Afryce.
- kulik mniejszy[5] (Numenius phaeopus phaeopus) – Półwysep Skandynawski na wschód po rzekę Jenisej. Zimuje od Półwyspu Iberyjskiego, poprzez Afrykę po Bliski Wschód, zachodnie Indie, Cejlon, Wyspy Andamańskie i Nikobary. W Polsce regularnie i dość licznie spotykany podczas przelotów (marzec–maj i lipiec–październik) na wybrzeżu. W głębi lądu rzadki.
- Numenius phaeopus alboaxillaris – stepy na północ od Morza Kaspijskiego. Zimuje na wybrzeżach i wyspach zachodniej części Oceanu Indyjskiego.
- Numenius phaeopus rogachevae – środkowa Syberia. Lokalizacja zimowisk niepewna, prawdopodobnie w pobliżu wybrzeży Oceanu Indyjskiego.
- kulik brązowogrzbiety[5] (Numenius phaeopus variegatus) – północno-wschodnia Syberia – od Gór Wierchojańskich po dorzecza Kołymy i Anadyru. Zimuje w pasie od wschodnich Indii po Tajwan, Filipiny, Indonezję i Australazję.
- Numenius phaeopus rufiventris – zachodnia, środkowa i północna Alaska, północno-zachodnia Kanada. Zimuje na wybrzeżach od zachodnich USA do Ameryki Południowej.
- kulik kanadyjski[5] (Numenius phaeopus hudsonicus) – zachodnie i południowe wybrzeże Zatoki Hudsona. Zimuje na wybrzeżach od południowej części USA przez Karaiby po południową część Ameryki Południowej.

Część autorów, m.in. IOC, wydziela podgatunki północnoamerykańskie (rufiventris i hudsonicus) do odrębnego gatunku o nazwie kulik kanadyjski (Numenius hudsonicus).

## Morfologia
WyglądBrak wyraźnego dymorfizmu płciowego. Ciało szarobrązowe, na wierzchu, szyi i piersi podłużne ciemne plamy. Wierzch głowy czarnobrązowy z jasną pręgą pośrodku i obramowany jasnymi brwiami. Kuper biały, a ogon jasny z poprzecznym prążkowaniem. Spód jasny, a sam brzuch biały. Dziób długi, wygięty ku dołowi. Nogi oraz dziób czarne. N. p. alboaxillaris ma jaśniejsze i niemal pozbawione prążkowania spodnie strony skrzydeł. N. p. variegatus i N. p. hudsonicus mają brązowe spodnie strony skrzydeł. Ponadto N. p. hudsonicus ma bardziej cielisty ton upierzenia, a kuper brązowy.
Wymiary średniedługość ciała ok. 40–48 cm
rozpiętość skrzydeł ok. 70–90 cm
masa ciała ok. 230–600 g

## Ekologia i zachowanie

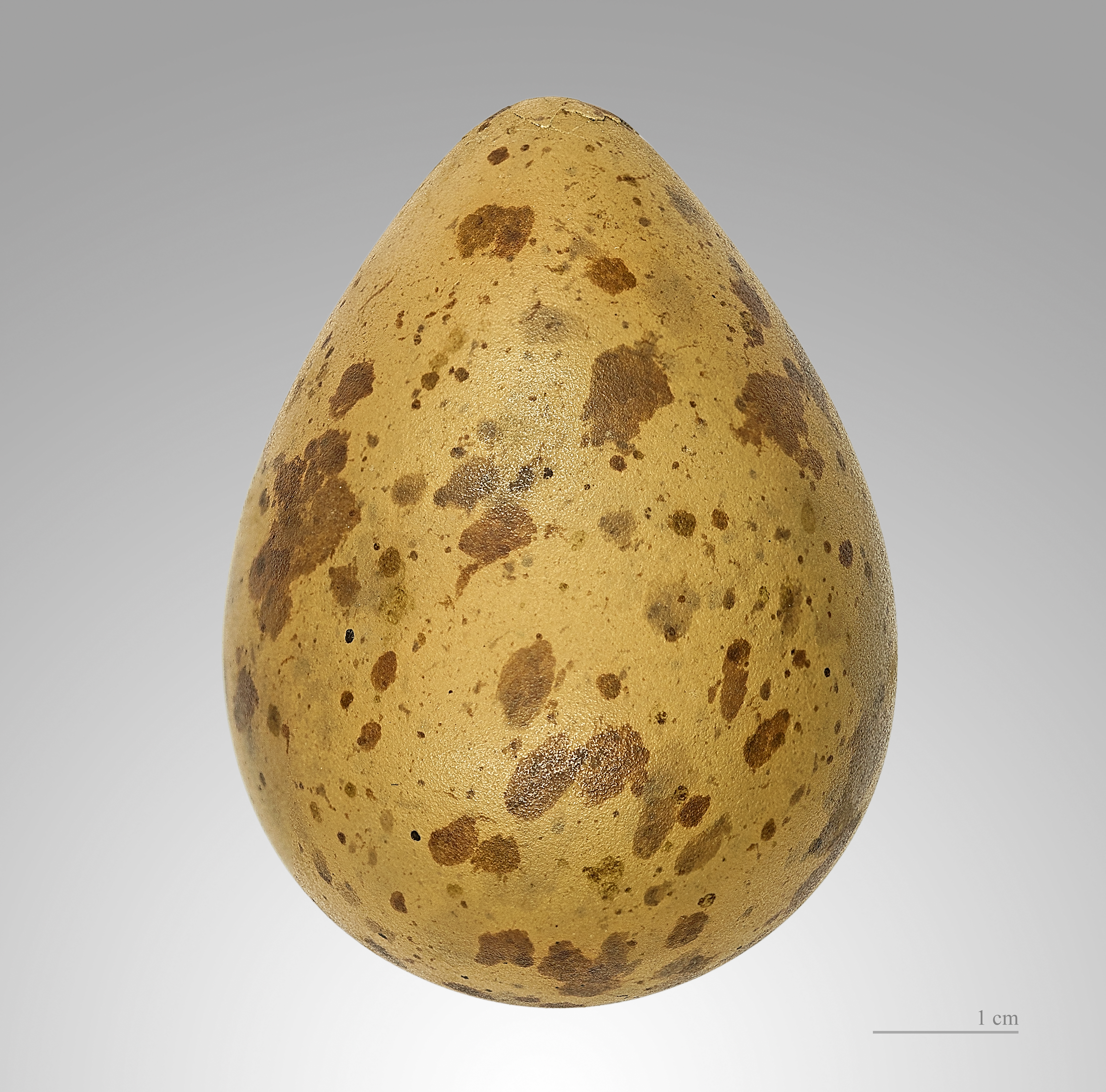
Jajo z kolekcji muzealnej

BiotopTorfowiska i bagna w strefie tundry i lasotundry. Podczas przelotów zatrzymuje się zazwyczaj na łąkach. Zimuje zazwyczaj na morskich wybrzeżach.
GniazdoNa ziemi, z reguły w otwartym terenie.
JajaW ciągu roku wyprowadza jeden lęg, składając w maju–czerwcu 4 jaja.
WysiadywanieJaja wysiadywane są od zniesienia pierwszego jaja przez okres 22–28 dni przez obydwoje rodziców, jednak częściej na jajach siedzi samica. Pisklętami zajmują się oboje rodzice.
PożywienieNa terenach lęgowych i postojowych w trakcie migracji jego dieta składa się z owadów i larw, pająków, wijów, dżdżownic, ślimaków, a także materiału roślinnego – nasion, liści i jagód. Na zimowiskach zjada skorupiaki (np. kraby), mięczaki, wieloszczety, a czasami także ryby, gady i młode ptaki.

## Status i ochrona
Międzynarodowa Unia Ochrony Przyrody (IUCN) uznaje kulika mniejszego za gatunek najmniejszej troski (LC, Least Concern) nieprzerwanie od 1988 roku. Liczebność światowej populacji, według szacunków organizacji Wetlands International z 2023 roku, zawiera się w przedziale 1 800 000 – 2 650 000 osobników. Trend liczebności populacji uznawany jest za spadkowy.
W Polsce podlega ścisłej ochronie gatunkowej.